# انتخابات الرئاسة الدومينيكانية 2004
انتخابات الرئاسة الدومينيكانية 2004 هي الانتخابات الرئاسية التي جرت في 2004، في جمهورية الدومينيكان، لانتخاب رئيس جمهورية الدومينيكان، فاز بالانتخابات ليونيل فرناندز.